# Yokosuka D3Y
Lo Yokosuka Myojo (ビーナス?, "Venere") fu un aereo da addestramento al bombardamento in picchiata monomotore monoplano ad ala bassa sviluppato dall'ufficio di progettazione giapponese Kūgishō, il Primo arsenale tecnico aeronavale di Yokosuka, negli anni quaranta.
Derivato dall'Aichi D3A, fu realizzato essenzialmente per avviare alla produzione una variante del D3A costruita con materiali non strategici per dotare i reparti della Dai-Nippon Teikoku Kaigun Kōkū Hombu, l'aviazione navale della Marina imperiale giapponese, durante le fasi finali della seconda guerra mondiale, valutandone anche l'utilizzo come aereo kamikaze, tuttavia il termine del conflitto cancellò il programma dopo soli 5 esemplari prodotti.

## Storia del progetto
Dopo una prima fase favorevole, la Guerra del Pacifico si rivelò sempre più difficile per l'Impero giapponese, anche per la quasi indisturbata attività dei sottomarini della United States Navy molto efficace nel colpire i convogli con le materie prime dirette alle industrie belliche nelle isole del Giappone.
La scarsità di metalli suggerì quindi ai vertici della marina imperiale di avviare lo sviluppo di modelli che impiegassero componenti metalliche in quantità minima. In quest'ottica l'ufficio tecnico del Primo Arsenale Tecnico Aeronavale dal tardo 1942 rielaborò il progetto originale del bombardiere in picchiata Aichi D3A, modello di successo e di comprovata efficacia. Come il D3A i disegni erano relativi a un velivolo biposto, dalla velatura monoplana ad ala bassa con carrello triciclo posteriore fisso. Al fine inoltre di permettere la costruzione del modello da parte di lavoratori non qualificati, l'ala a pianta ellittica e i piani di coda arrotondati del D3A erano stati sostituiti da piani alari diritti e rastremati, mentre la fusoliera venne allungata per migliorare la stabilità.
Nel corso del 1944 nelle strutture del Primo Arsenale Tecnico Aeronavale di Yokosuka, venne avviata la costruzione di due prototipi, completati nel luglio e nell'agosto 1944., ma gli esemplari eccedevano nel peso a vuoto previsto dalle specifiche originali costringendo a rivedere il progetto. Il compito venne affidato alla Matsushita Koko Kogyo che ne ricavò una versione ulteriormente alleggerita avviandone inoltre la produzione in serie. Tre nuovi esemplari nella loro ultima e definitiva configurazione destinata alla produzione vennero completati prima del termine del conflitto, valutati dal personale dell'aviazione della Marina Imperiale che assegnò loro la designazione ufficiale Navy Type 99 Bomber Trainer Myojo Model 22 (Addestratore al bombardamento per la Marina Tipo 99 Myojo Modello 22).

## Varianti
D3Y1-K Myojo (Navy Type 99 Bomber Trainer Myojo Model 22)
versione biposto da addestramento al bombardamento in picchiata con struttura lignea, equipaggiata con un motore radiale Mitsubishi Kinsei 54 da 1 300 hp (969 kW) al decollo con elica tripala metallica, basata sull'Aichi D3A2-K con significativi interventi per consentire l'integrità strutturale in base ai diversi materiali utilizzati. Realizzata in due prototipi più tre esemplari di produzione in serie.
D3Y2-K Myojo
variante monoposto da attacco kamikaze derivata dal D3Y1, interessata da alcune modifiche strutturali (ala dall'apertura invariata ma superficie ridotta di 2,3 m²) equipaggiata con un motore radiale Mitsubishi Kinsei 62 da 1 560 hp (1 163 kW), capace di raggiungere una velocità massima di 470 km/h (254 kt) a 5 000 m (16 404 ft). L'armamento era costituito da una coppia di cannoncini aeronautici Type 99 Modello 1 calibro 20 mm posizionati in caccia dalla cappottatura del motore e da una singola bomba da 800 kg. Dato il particolare profilo di missione che non prevedeva ritorno, per risparmiare ulteriore peso e migliorare le prestazioni, il carrello poteva essere sganciato dopo il decollo. La costruzione dell'unico prototipo realizzato non venne mai ultimata per il termine del conflitto.
D5Y1 Myojo Kai (Navy Special Attacker Myojo Kai)
designazione assegnata ai D3Y2-K destinati alla produzione in serie.

## Utilizzatori
Giappone
- Dai-Nippon Teikoku Kaigun Kōkū Hombu

### Annotazioni
1. ↑  La bibliografia anglofona, diventata poi internazionalmente riconosciuta, attribuisce spesso come costruttore l'arsenale navale della Marina imperiale giapponese presso Yokosuka mentre la bibliografia giapponese cita il Kūgishō (空技廠) come contrazione del termine "Kōkū Gijutsu-shō".

### Fonti
1. 1 2 3 4  Francillon 1970, p. 471.
2. ↑  Bagnasco 2015, Storia Militare luglio 2015, p. 57.
3. ↑  Francillon 1979, p. 469.
4. ↑  Francillon 1979, pp. 469-470.
5. ↑  O'Neill 1981, p. 296.
6. ↑  Francillon 1979, pp. 470-471.

### Pubblicazioni
- Erminio Bagnasco, Gli U.S. Fleet Submarines nel Pacifico, in Storia Militare, N. 262 - Anno XXIII, Parma, Edizioni Storia Militare, luglio 2015, ISSN 1122-5289 (WC · ACNP).